# IX milenio
El IX milenio comprende el periodo de tiempo entre el 1 de enero de 8001 y el 31 de diciembre de 9000, ambos inclusive.

## Acontecimientos esperados
- 8113. Apertura de la Cripta de la Civilización en Brookhaven, Georgia.[1]